# Sibel Köse

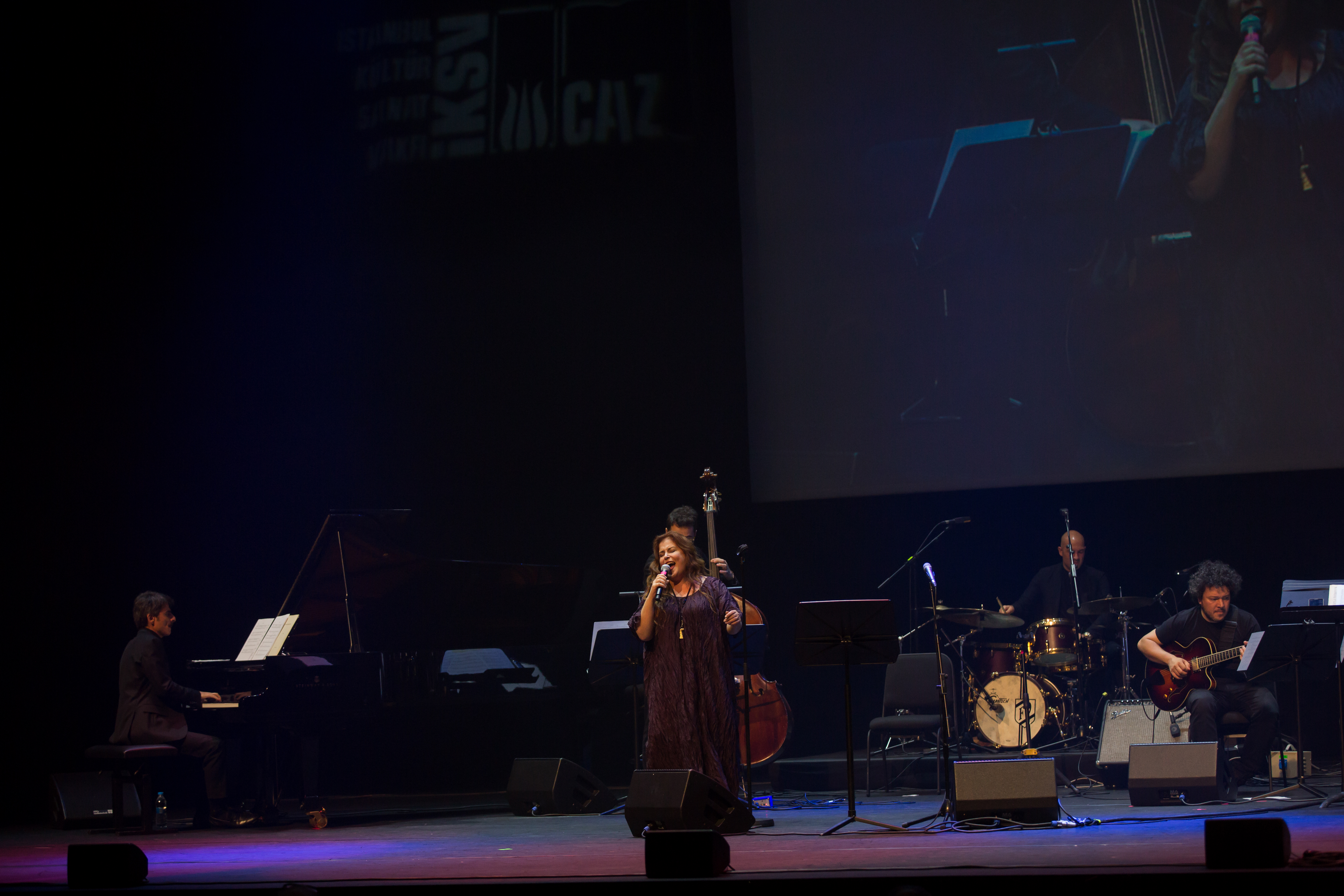
Sibel Köse (2018)

Sibel Köse (* 1969 in Ankara) ist eine türkische Jazzmusikerin (Gesang).

## Leben und Wirken
Köse wuchs in Ankara auf. Sie ist größtenteils Autodidaktin und begann als Architektur-Studentin an der Technischen Universität des Nahen Ostens professionell zu singen. Sie nahm an internationalen Seminaren und Sommerschulen mit Musikern wie Krzesimir Dębski, Janusz Szprot, Deborah Brown, Tuna Ötenel, Dave Allen, Rachel Gould, Joe Lee Wilson und Elly Wright teil, entwickelte sich in kurzer Zeit und gewann 1992 den ersten Preis beim Internationalen Jazzvokalisten-Wettbewerb in Zamość. Sie nahm an vielen Jazz-Projekten in der Türkei teil, teilte 2008 die Bühne mit Dee Dee Bridgewater, Raul Midón und Stacey Kent beim Nina Simone Tribute und veröffentlichte anschließend ein Album in Polen. 
Köse trat in Radio- und Fernsehsendungen auf und konzertierte auf den wichtigsten Festivals in der Türkei. Sie leitete ihre eigenen Gruppen, war aber als Solistin auch Teil von anderen Bands und Projekten, etwa von Ozan Musluoğlu; sie arbeitete international mit Musikern wie Bogdan Hołownia, Mark Alban Lotz, Hayati Kafe oder Michiel Borstlap. Sie ist in vielen Ländern Europas, im Nahen Osten, dem Senegal, in Marokko und Südafrika aufgetreten.

## Diskographische Hinweise
- Bogdan Hołownia, Sibel Köse, Kazimierz Jonkisz, Bronisław Suchanek: Just Friends (2009)
- Clyb Foster Featuring Sibel Köse: Fly Away (2012)
- Sibel Köse Featuring Michiel Borstlap: Love Songs (2021)